# Maxwell School of Citizenship and Public Affairs
La Maxwell School of Citizenship and Public Affairs est une école de l'Université de Syracuse, dans l'État de New York. Fondée en 1924, elle enseigne de multiples sciences sociales, mais elle est surtout célèbre pour son Master of Public Administration, classé comme le meilleur des États-Unis par U.S. News & World Report.